# Kiilisjärvi
Kiilisjärvi är en sjö i Överkalix kommun och Övertorneå kommun i Norrbotten och ingår i Sangisälvens huvudavrinningsområde. Sjön har en area på 1,63 kvadratkilometer och ligger 99 meter över havet. Sjön avvattnas av vattendraget Sangisälven (Raitajoki).

## Delavrinningsområde
Kiilisjärvi ingår i det delavrinningsområde (737085-183195) som SMHI kallar för Utloppet av Kiilisjärvi. Medelhöjden är 111 meter över havet och ytan är 8,21 kvadratkilometer. Räknas de 17 avrinningsområdena uppströms in blir den ackumulerade arean 345,92 kvadratkilometer. Avrinningsområdets utflöde Sangisälven (Raitajoki) mynnar i havet. Avrinningsområdet består mestadels av skog (57 procent) och sankmarker (16 procent). Avrinningsområdet har 1,63 kvadratkilometer vattenytor vilket ger det en sjöprocent på 19,8 procent.